# Ариццано
Ариццано (італ. Arizzano, п'єм. Riscian) — муніципалітет в Італії, у регіоні П'ємонт,  провінція Вербано-Кузіо-Оссола.
Ариццано розташоване на відстані близько 550 км на північний захід від Рима, 125 км на північний схід від Турина, 6 км на північний схід від Вербанії.
Населення — 2008 осіб (2014).
Щорічний фестиваль відбувається 12 червня. Покровитель — San Bernardo di Mentone.

## Демографія
Населення за роками:

Станом на 1 січня 2023 року в муніципалітеті офіційно проживали 72 іноземці з 25 країн, серед них 23 громадяни країн Євросоюзу та 15 громадян України.

## Сусідні муніципалітети
- Бее
- Гіффа
- Вербанія
- Віньйоне